# Whitecross
Whitecross é uma banda de hard rock cristã que foi formada no ano de 1986 em Chicago, lançando sua primeira gravação no ano seguinte. Os álbuns mais recentes, que freqüentemente os fazem ser comparados com Ratt, contém rápidos trabalhos técnicos em guitarra. Com a partida do guitarrista Rex Carroll em 1992, o som da banda sofreu uma drástica mudança; dessa forma alguns fãs mostraram preferência ou pelos álbuns mais antigos, outros pelos álbuns mais recentes. Em 1998, o cantor Scott Wenzel fez uma pausa de 2 anos para fazer um trabalho missionário no Paraguay, na Igreja Anglicana, fazendo alguns trabalhos de evangelização. Nesse tempo a banda Whitecross foi colocada em hiato. Pouco aconteceu com a banda desde então, exceto, notavelmente, duas reuniões com ambos Wenzel e Carroll em 2002.
Whitecross ganhou três Dove Award, dois por "Álbum de Hard Rock do Ano" com Triumphant Return em 1990 e In the Kingdom em 1992 e um por "Come Unto The Light" do álbum Unveiled, por "Melhor Gravação de Hard Rock no Ano" em 1995.
Em 2005 Scott e Rex se reuniram com planos de regravar seu auto-intitulado álbum "Due Out In August" e gravar um novo CD com material novo.

## 2017 e a reunião com o Guardian
Rex Carroll e Michael Feighan anunciaram que lançariam um EP junto com Jamie Rowe(Vocal do Guardian) e David Bach(Baixista do Guardian) . O álbum intitulado: "The Great Whitecross & Guardian Revival EP" foi lançado em Outubro de 2017 e foi muito bem recebido pela crítica e pelos fans das duas bandas.

## Membros
Membros do Whitecross através de suas várias formações:

### Formação atual
- Scott Wenzel - voz e vocais (1985–presente)
- Rex Carroll - guitarras e vocais (1985–1993, 2000–presente)
- Michael Feighan - bateria e vocais (1991–1995, 2000–presente)
- Benny Ramos - baixo e vocais (2000–presente)

### Antigos membros
Guitarras
- Barry Graul (MercyMe) (1994–1995)
- Quinton Gibson (1996)

Bateria
- Mark Hedl (1987–1988)
- Mike Elliott (1989)
- Troy Stone (1996)

Baixo
- Jon Sproule (1987–1988)
- Rick Armstrong (1989)
- Butch Dillon (1991)
- Scott Harper (1992–1993)
- Tracy Ferrie (1994–1995)
- Brent Denny (1996)

### Formação por álbum
|          | Whitecross   | Hammer & Nail | Triumphant Return | In the Kingdom | High Gear    | Unveiled     | Equilibrium  | Flytrap        | Nineteen Eighty Seven |
| Vocais   | Scott Wenzel | Scott Wenzel  | Scott Wenzel      | Scott Wenzel   | Scott Wenzel | Scott Wenzel | Scott Wenzel | Scott Wenzel   | Scott Wenzel          |
| Guitarra | Rex Carroll  | Rex Carroll   | Rex Carroll       | Rex Carroll    | Rex Carroll  | Barry Graul  | Barry Graul  | Quinton Gibson | Rex Carroll           |
| Bateria  | Mark Hedl    | Mark Hedl     | Mike Elliott      | Mike Feighan   | Mike Feighan | Mike Feighan | Mike Feighan | Troy Stone     | Mike Feighan          |
| Baixo    | Jon Sproule  | Jon Sproule   | Rick Armstrong    | Butch Dillon   | Scott Harper | Tracy Ferrie | Tracy Ferrie | Brent Denny    | Benny Ramos           |

## Discografia

### Demos
- Demo (1986)

### EPs
- Love on the Line (1988)

### Álbuns de estúdio
- Whitecross (1987)
- Hammer and Nail (1988)
- Triumphant Return (1989)
- In the Kingdom (1991)
- High Gear (1992)
- Unveiled (1994)
- Equilibrium (1995)
- Flytrap (1996)
- Nineteen Eighty Seven (2005)
- The Great Whitecross & Guardian Revival EP (2017)

### Compilações
- At Their Best (1991)
- To the Limit (1993)
- By Demand (1995)
- One More Encore (1998)
- Mega 3 Collection (2005)